# St.-Georgs-Kathedrale (Wiener Neustadt)

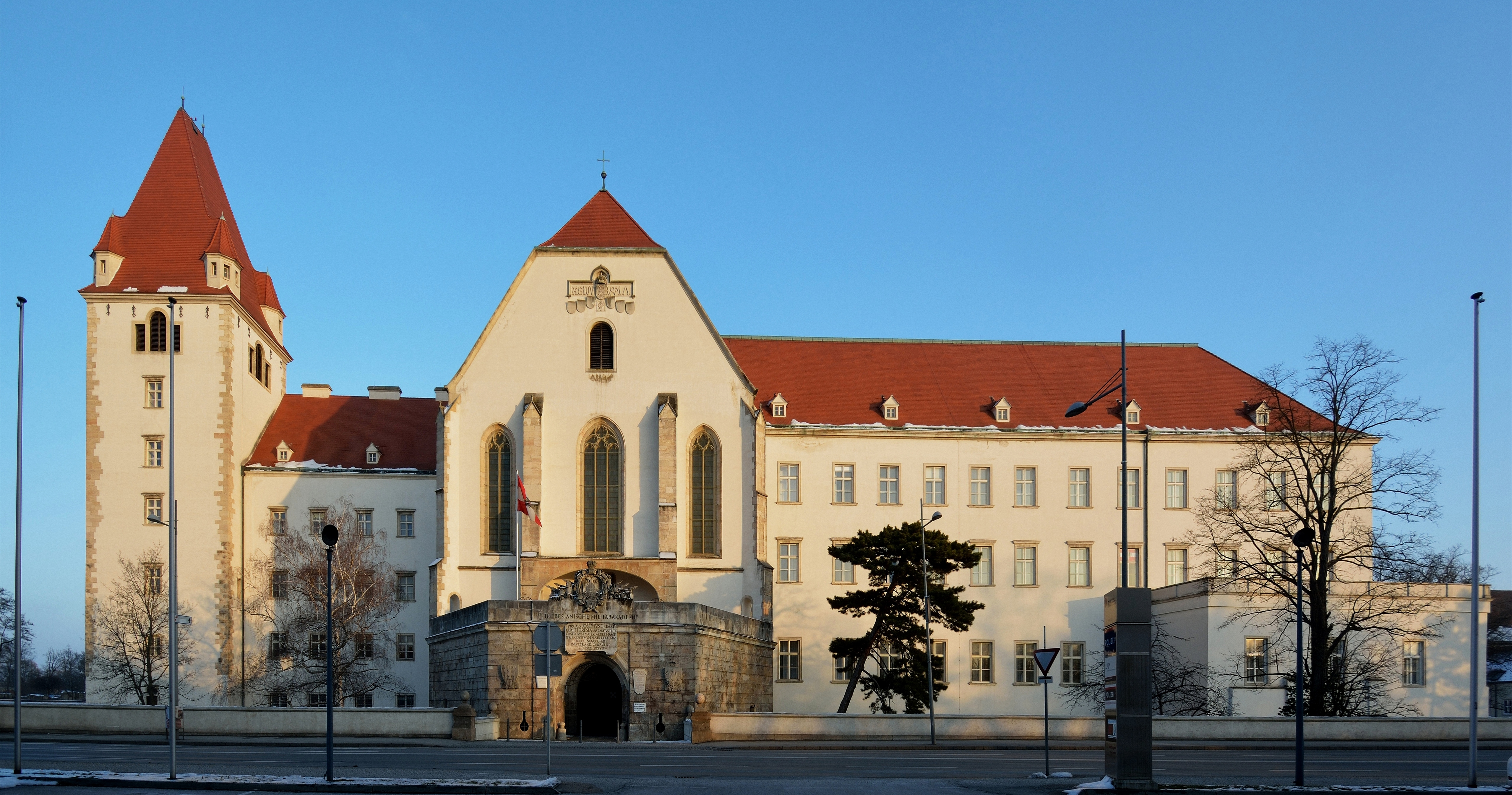
Kathedrale St. Georg im Komplex der Burg Wiener Neustadt

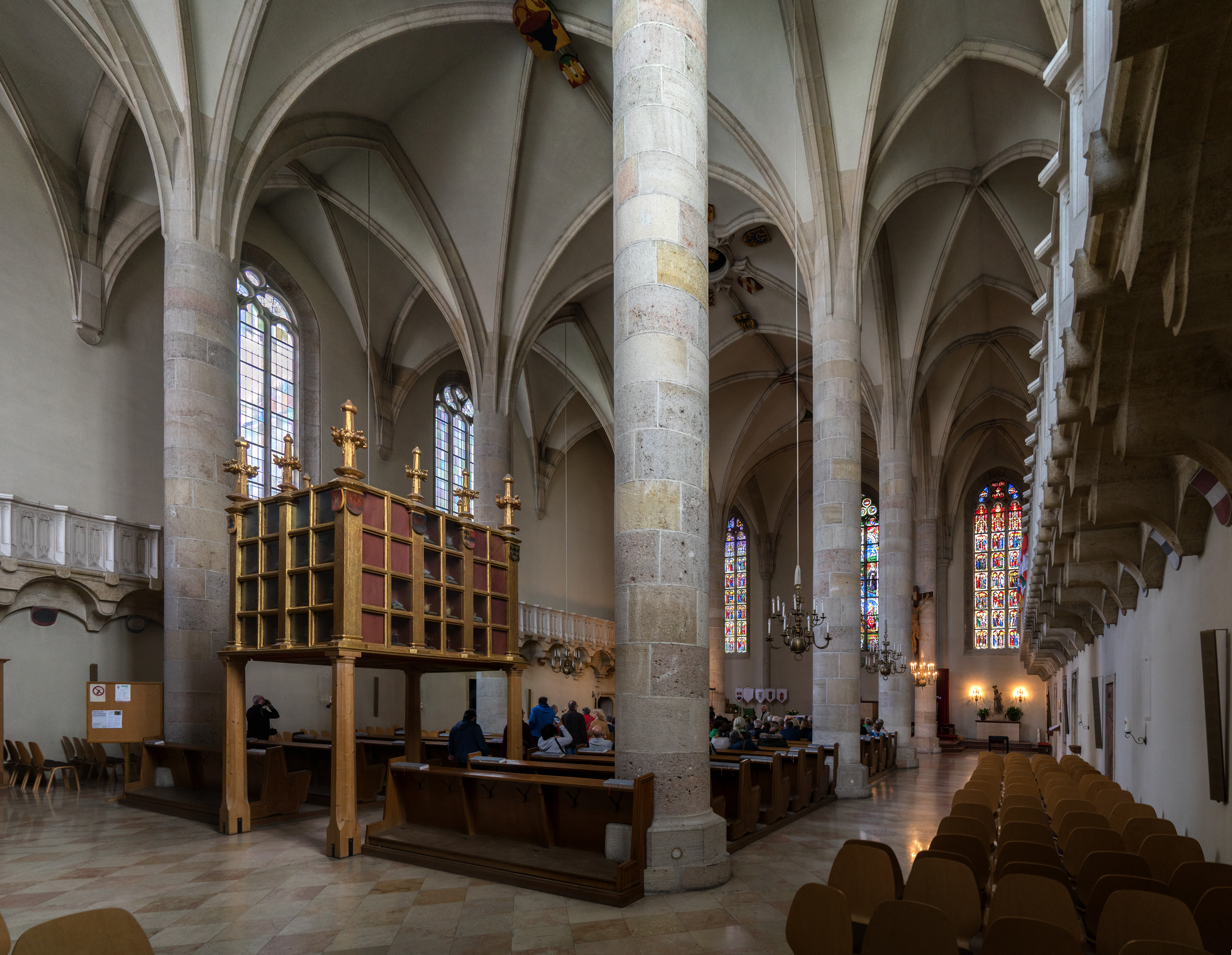
Innenansicht der Kirche. Im linken Bereich der Reliquienschrein

Die St.-Georgs-Kathedrale ist als Burgkapelle der Wiener Neustädter Burg dem Patrozinium des Hl. Georgs unterstellt. Sie dient heute als Kathedrale der österreichischen Militärdiözese sowie als Kirche der Theresianischen Militärakademie (MilAk).

## Geschichte
Um das Jahr 1440 durch Baumeister Peter von Pusica im Auftrag von Friedrich III. an der Westseite der Burg errichtet, wurde die der Hl. Maria geweihte Kirche 1460 fertiggestellt.
1479 verlegte der St.-Georgs-Ritterorden seinen Sitz nach Wiener Neustadt, wodurch das Patrozinium der Kirche auf den Hl. Georg wechselte. Da Kaiser Maximilian I. in der Burg zur Welt kam, wurde er auch 1519 unter dem Hochaltar dieser Kirche begraben, obwohl er zuvor ein Grabmal in Innsbruck geplant hatte. 
Nach der päpstlichen Aufhebung des St.-Georgs-Ritterordens im Jahr 1600 wurden die Jesuiten Seelsorger der Kirche, danach folgten Zisterzienser und Piaristen. 1608 und 1616 beschädigten Brände neben der Burg auch die Kirche, für deren Instandsetzung Erzherzog Maximilian III. sorgte. 
Die Gründung der „Adeligen Militärschule oder Akademie zur Wienerischen Neustadt“, der jetzigen „Theresianischen Militärakademie“ durch Kaiserin Maria Theresia vom 14. Dezember 1751 war auch für die Kirche ein wichtiges Ereignis, denn es verknüpfte die Kirche eng mit dem Schicksal der Burg: der Friedhof der Militärakademie wurde 1753 angelegt, im darauf folgenden Jahr die Friedhofskapelle errichtet. In diesem Jahr wurde die Militärakademie auch unter die Jurisdiktion des Wiener Neustädter Bischofs gestellt, aber die Trennung von der Stadtpfarre blieb. Drei Türme der Burg wurden bei einem schweren Erdbeben 1768 zerstört. Zwischen 1936 und 1938 wurde die Kirche restauriert, wobei auch Fresken über dem Haupteingang freigelegt wurden. 
Die Burg samt Kirche wurde durch die Bombardierung am 12. März 1945 weitgehend zerstört, jedoch bereits 1946 erfolgte der Wiederaufbau, der 1951 abgeschlossen werden konnte. Der Wiener Erzbischof Theodor Innitzer weihte die Kirche wieder ein. Durch den ab 1958 wieder begonnenen Betrieb der Militärakademie wurde die Kirche der Militärseelsorge übergeben, ab 1963 Sitz des österreichischen Militärvikars. Ein Höhepunkt war die Erhebung der Kirche zur Tochter der Lateranbasilika im Jahr 1967. Der erste österreichische Militärbischof Alfred Kostelecky übernahm die Kirche 1987 feierlich als dessen Kathedrale.
Im Zuge der Niederösterreichischen Landesausstellung 2019 wurde zum 500. Todesjahr von Maximilian I. das Kircheninnere nach einem eingeschränkten Wettbewerb von fünf Entwürfen verändert. Die Jury, in der auch der Militärbischof Werner Freistetter vertreten war, entschied sich für den Entwurf der Tiroler Künstler Martin und Werner Feiersinger.

## Aussehen

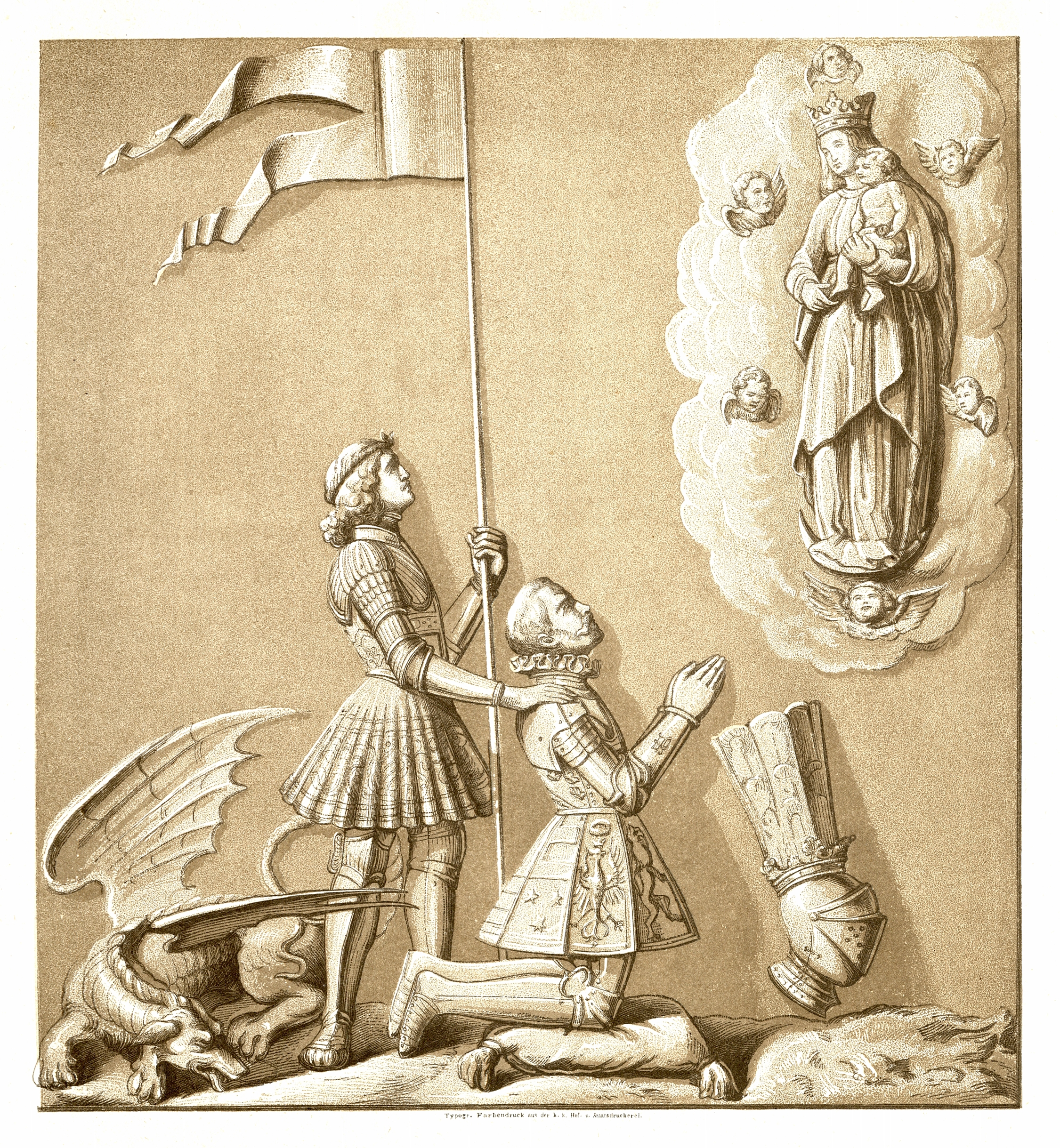
Der heilige Georg und Maximillian III.

Innerhalb des Hauptportales, das 1777 errichtet wurde, gelangt man über eine Doppeltreppe in die Kathedrale. Ein Tympanon-Fresko (Ende 15. Jahrhundert) über dem Haupttor zeigt Jesus, den Hl. Johannes und den Hl. Koloman.
Die Kirche befindet sich über einer fünfjochigen sternrippengewölbten Torhalle, die vermutlich 1449 vollendet wurde. Die dreischiffige Kirche verfügt über keine Apsis und hat eine Länge von 32,15 Meter, eine Breite von 18,80 Meter und eine Höhe von 15,01 Meter. Den Kirchenboden verkleidet Untersberger Marmor.
Das flache spätgotische Deckengewölbe wird durch 8 runde Säulen getragen, die über 13 Meter hoch sind. Das Mittelschiff ist als Sternrippengewölbe, die Seitenschiffe als Kreuzrippengewölbe gestaltet. Eine Galerie umgibt auf drei Seiten den Innenraum, im Altarraum geht diese in je ein Oratorium über. Diese Galerie wird durch Kragsteine getragen, die durch doppelte, ineinandergreifende Bögen miteinander verbunden sind. Verziert wird diese Galerie durch eine große Anzahl an Wappen, die aus einer Vorlage aus Grünbergs „Österreichischer Chronik“ entlehnt wurden. Es liegt auch ein Bezug zur Genealogie mit der Wappenwand nahe. Die 55 Wappen verteilen sich auf die Südseite mit 21 Wappen, auf der Westseite sind 19 Wappen und der Nordseite 15 Wappen. Das linke, vom Kaiser benutzte Oratorium ist reicher ausgestaltet als das rechte.
Ein Bindenschild mit dem kaiserlichen Doppeladler und dem habsburgischen Löwen findet sich über der Empore. Die Kirche hat neun Fenster, drei an der östlichen Altarseite, drei an der Westseite, zwei an der Nordseite und ein Fenster an der Südseite, letzteres wurde aber durch den Bau des Westtraktes der Burg in den Jahren 1769 bis 1777 verdeckt. Einzig von den östlichen Fenstern sind die schönen Glasgemälde geblieben, die anderen Fenster sind mit blauem Antikglas gefüllt.

## Kircheneinrichtung

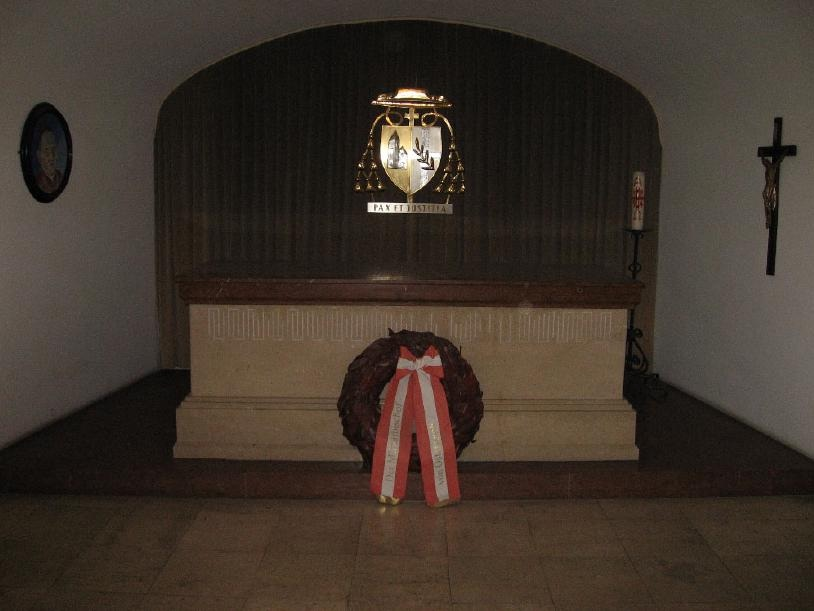
Sarkophag Bischof Kosteleckys in der St.-Georgs-Kathedrale

Von der ursprünglich spätgotischen Einrichtung blieb nichts erhalten, mehrfache Änderungen und Umgestaltungen, sowie die Zerstörung im Jahr 1945 waren die Ursache.
1986 wurde die neugeschaffene Einrichtung den neuen liturgischen Richtlinien angepasst, von 1988 bis 1990 wurde der Innenraum durch die Montage neuer Luster, die Anhebung des Fußbodens und die Aufstellung eines umschreitbaren Altares (Volksaltar) neu gestaltet. Außerdem wurde eine elektrische Bankheizung eingebaut. Ein friderizianischer Reliquienschrein wurde restauriert und ergänzt.
1990 wurde ein Vorraum zur Kirche als Grablege für Militärbischof Alfred Kostelecky gestaltet. Der ansonsten leere Raum im ersten Obergeschoß enthält den Marmorsarkophag sowie eine metallene Darstellung von Kosteleckys Bischofswappen.

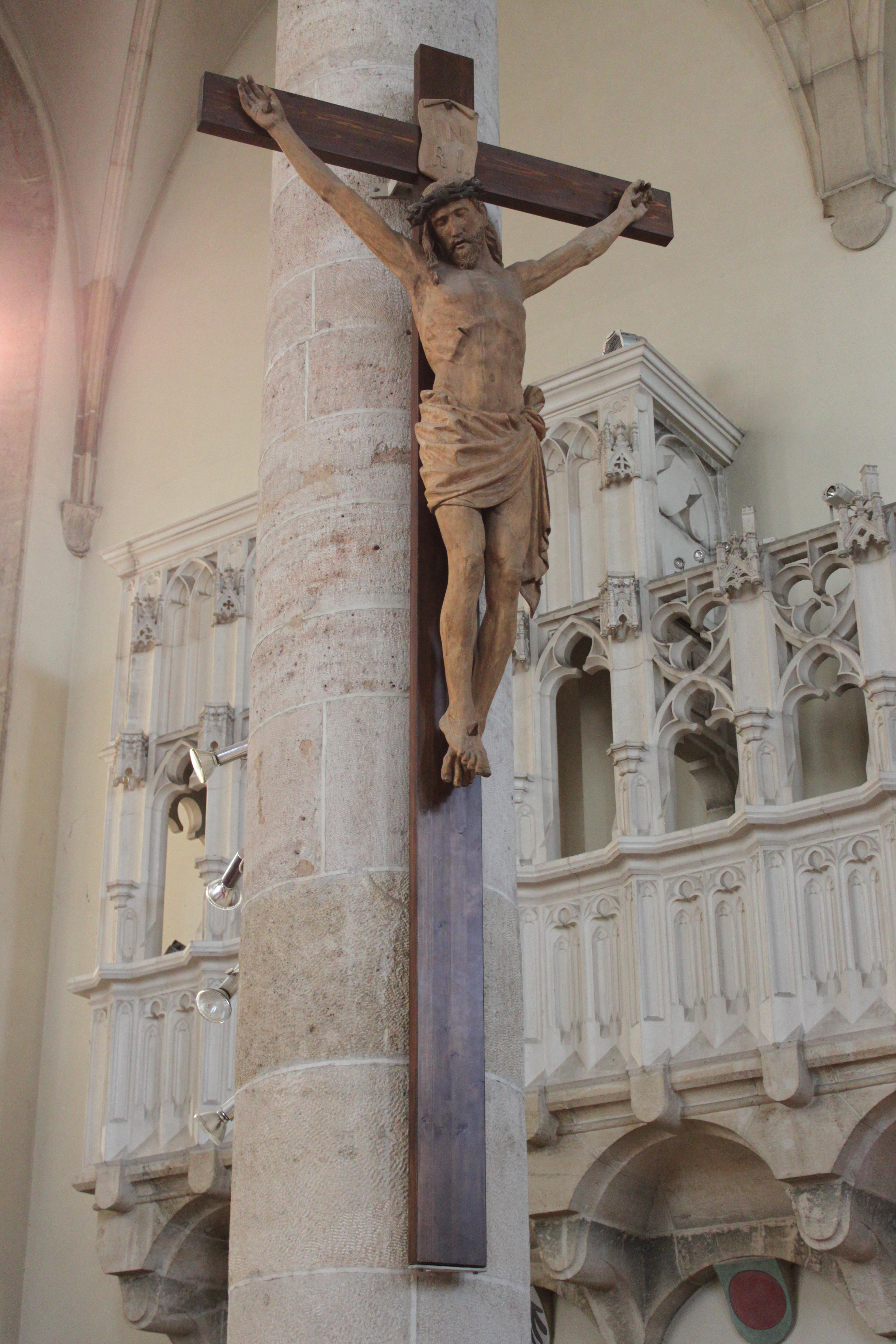
Kruzifix an der rechten Säule

Eine einzige Säule (vor dem rechten Oratorium) mit recht gut erhaltenen Fresko aus der Zeit Kaiser Friedrich III. hat die Zerstörung von 1945 überstanden. Diese neun Darstellungen könnten Nachbildungen aus den 15 Miniaturen des Gebetbuches Kaiser Friedrich III. sein.
Sie zeigen von oben nach unten Stationen im Leben Jesu nach der Beschreibung durch Lukas:
- Auferstehung Christi Himmelfahrt
- Christi Herabkunft des Heiligen Geistes auf die Apostel
- Aufnahme Mariens in den Himmel
- Krönung Mariens
- Anbetung durch die drei Magier
- Darstellung Jesu im Tempel
- Flucht nach Ägypten
- den zwölfjährigen Jesus im Tempel.

Außerdem trägt diese Säule ein großes Kruzifix, dessen Korpus – eine österreichische Arbeit – aus dem 14. Jahrhundert stammt, das Kreuz selbst wurde 1988 erneuert.

### Altäre

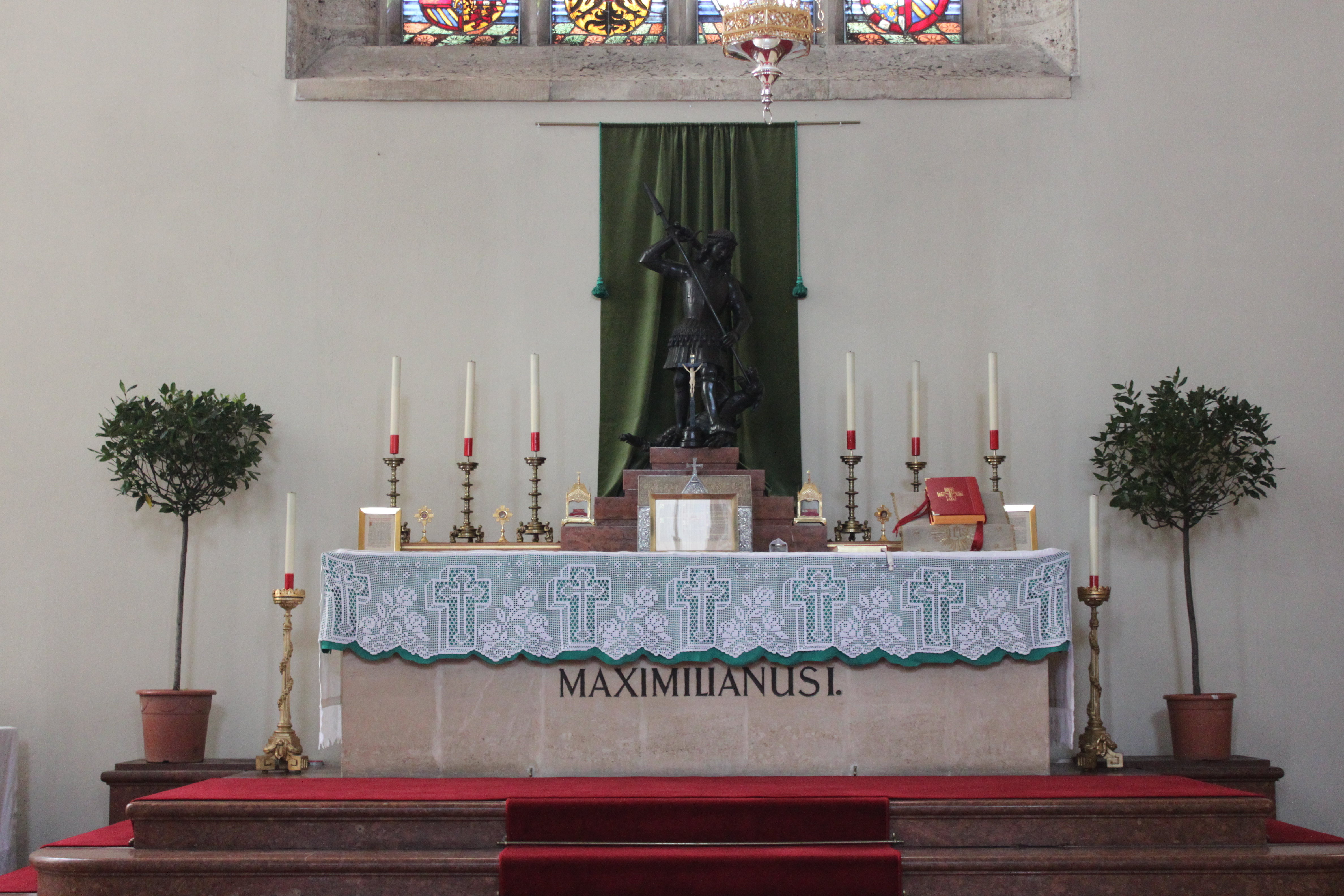
Altar und Grab von Maximilian I.

Sieben Stufen führen zum ursprünglichen Hauptaltar. Unter diesen Stufen wurde seinem Testament gemäß Kaiser Maximilian I. im Jahr 1519 als Büßer, aber im Ornat des St.-Georgs-Ritterordens beigesetzt. Der erste, gotische Hochaltar soll mit einem Gemälde Albrecht Dürers – „Die Taufe im Jordan“ geschmückt gewesen sein. Erzherzog Maximilian III. ersetzte diesen durch einen Flügelaltar. 1770 wurden von Kaiserin Maria Theresia ein neuer Hochaltar gestiftet und die beiden Seitenaltäre durch barocke Altäre ersetzt.
Eine Statue des Hl. Georg, die im Zeitraum des St.-Georgs-Ritterordens auf dem Hochaltar stand, wurde auf dem früheren Hauptaltar aufgestellt. Diese Mailänder Bronzearbeit aus der Zeit Kaiser Friedrichs III. wurde 1948 gestohlen und in 14 Teile zerschlagen, konnte aber wieder restauriert werden. Zwischen Volksaltar und rechtem Seitenaltar steht die Kathedra, der Bischofsstuhl des österreichischen Militärbischofs mit dessen Wappen und Wahlspruch.
Das Original der „Kirschenmadonna“ um 1470 aus der Wappenwand ist auf dem rechten Seitenaltar aufgestellt. Es zeigt eine Madonnenstatue mit Jesuskind, das ein Obstkörbchen in Händen hält.
Der linke Seitenaltar ist der Sakramentsaltar und trägt einen neugeschaffenen Tabernakel.

### Taufstein
Aus der ursprünglichen Kirche stammt der zwölfeckige Taufstein aus Adneter Rotscheck, ein Werk aus dem 15. Jahrhundert, der vermutlich zur Taufe von Maximilian I. im Jahr 1459 benutzt wurde.

### Reliquienschrein
Um das Jahr 1480 dürfte der von Kaiser Friedrich III. gestiftete Reliquienschrein entstanden sein, der drei Klafter (= 5,68 Meter) vom Haupteingang der Kirche errichtet wurde. Er stand auf vier Bronzesäulen und ist mit den Wappen der Habsburg-Besitzungen der damaligen Zeit geschmückt. Auf vierzehn Tafeln sind Heilige abgebildet, die mit den Reliquien Bezug haben dürften, die mittlere Tafel zeigt das Monogramm Kaiser Friedrichs III.
Auf Wunsch von Kaiser Rudolf II. wurden Reliquien entnommen und nach Prag gebracht, darüber legte Bischof Lambert Gruber von Wiener Neustadt 1580 ein Protokoll an.
Unter dem Oberdirektor der Militärakademie Franz Josef Graf Kinsky wurde beim Umbau der Kirche im Jahr 1779 der Schrein abgebrochen und zerlegt, die beiden äußeren Teile fanden im Presbyterium der Neuklosterkirche ihren Platz. Bei der Restaurierung im Jahr 1989 wurden die Teile wieder zusammengetragen und der fehlende Mittelteil sowie zwei große Fialen ersetzt.

### Orgel

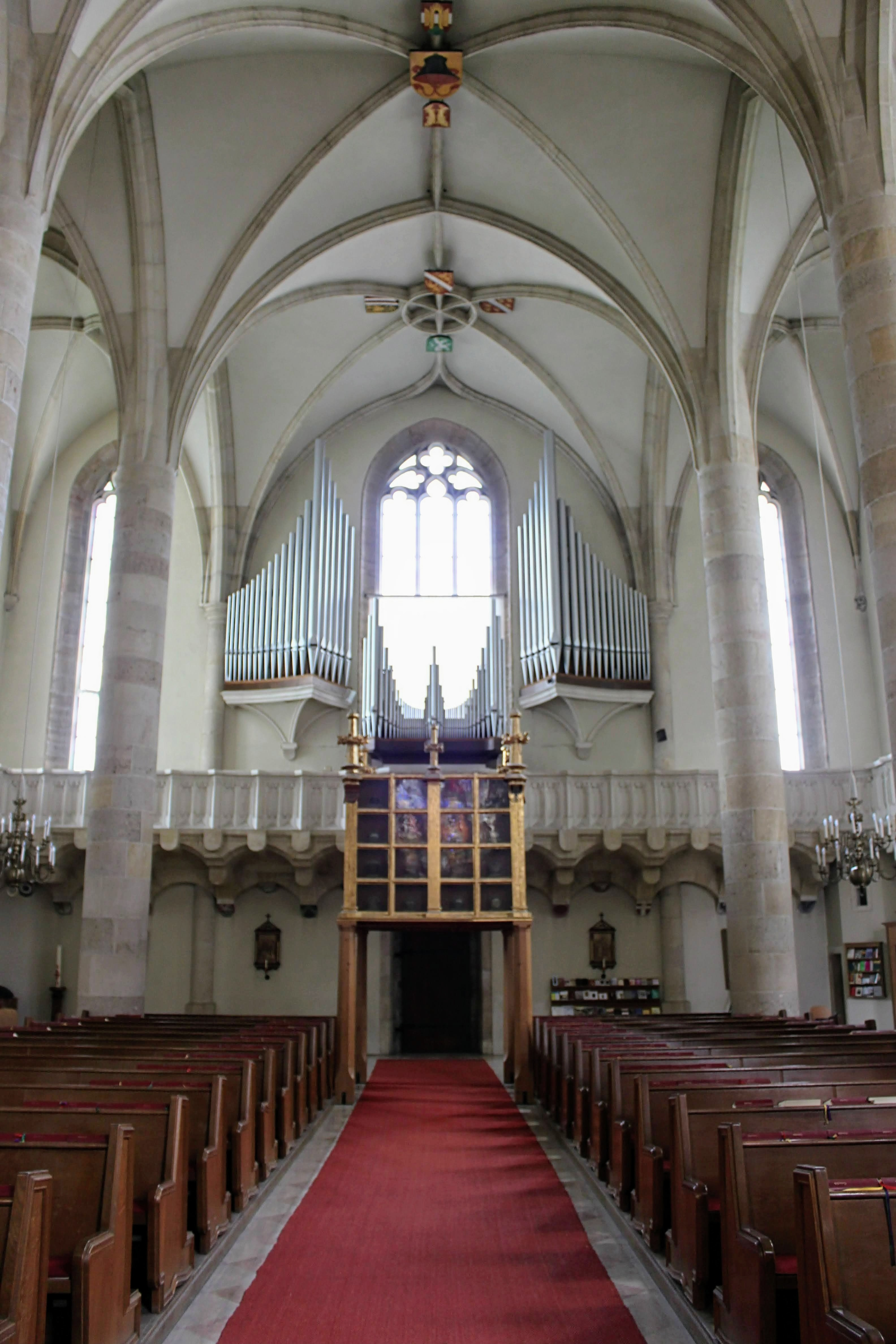
Die Orgel der St.-Georgs-Kathedrale

Die heutige Orgel ist die insgesamt vierte Orgel in der Geschichte dieser Kirche und stammt von Johann Marcellinus Kauffmann aus dem Jahr 1951. Sie verfügt über 23 Register auf zwei Manualen und Pedal. Die Gesamtzahl der klingenden Pfeifen beträgt 1519, eine Referenz zum Todesjahr Kaiser Maximilians I.

### Votiv- und Gedenktafeln
Um das Jahr 1600 entstand die Votivtafel aus Ton. Sie zeigt Erzherzog Maximilian III. mit der Heiligen Maria und dem Hl. Georg. Es könnte sich dabei um ein Modellrelief für sein Grabmal im Dom zu St. Jakob in Innsbruck handeln, welches von Hubert Gerhart (München) und Caspar Gras (Innsbruck) modelliert und von Heinrich Reinhart gegossen wurde.
Eine Deckplatte aus rotem Marmor mit der Aufschrift „Sag mir stummer Stein, wessen Gebeine du birgst? Blicke nach rechts und lies den Namen in Erz“ bei der ersten Säule rechts und eine Gedenktafel weist auf den Chorbischof von Köln, Wolfgang Georg Friedrich von der Pfalz hin, der von einer Papstaudienz in Rom kommend, 1683 im Alter von 24 Jahren in Wiener Neustadt verstarb. Er wurde in der Hofkirche in Neuburg an der Donau beigesetzt.
An den treuen Rat von Maximilian I., Siegmund von Dietrichstein, und seine Gattin Barbara erinnern zwei Gedenktafeln, die der Kaiser testamentarisch verfügt hat. Siegmund von Dietrichstein wurde in der Pfarrkirche St. Jakob in Villach begraben.

### Spätgotische Glasgemälde

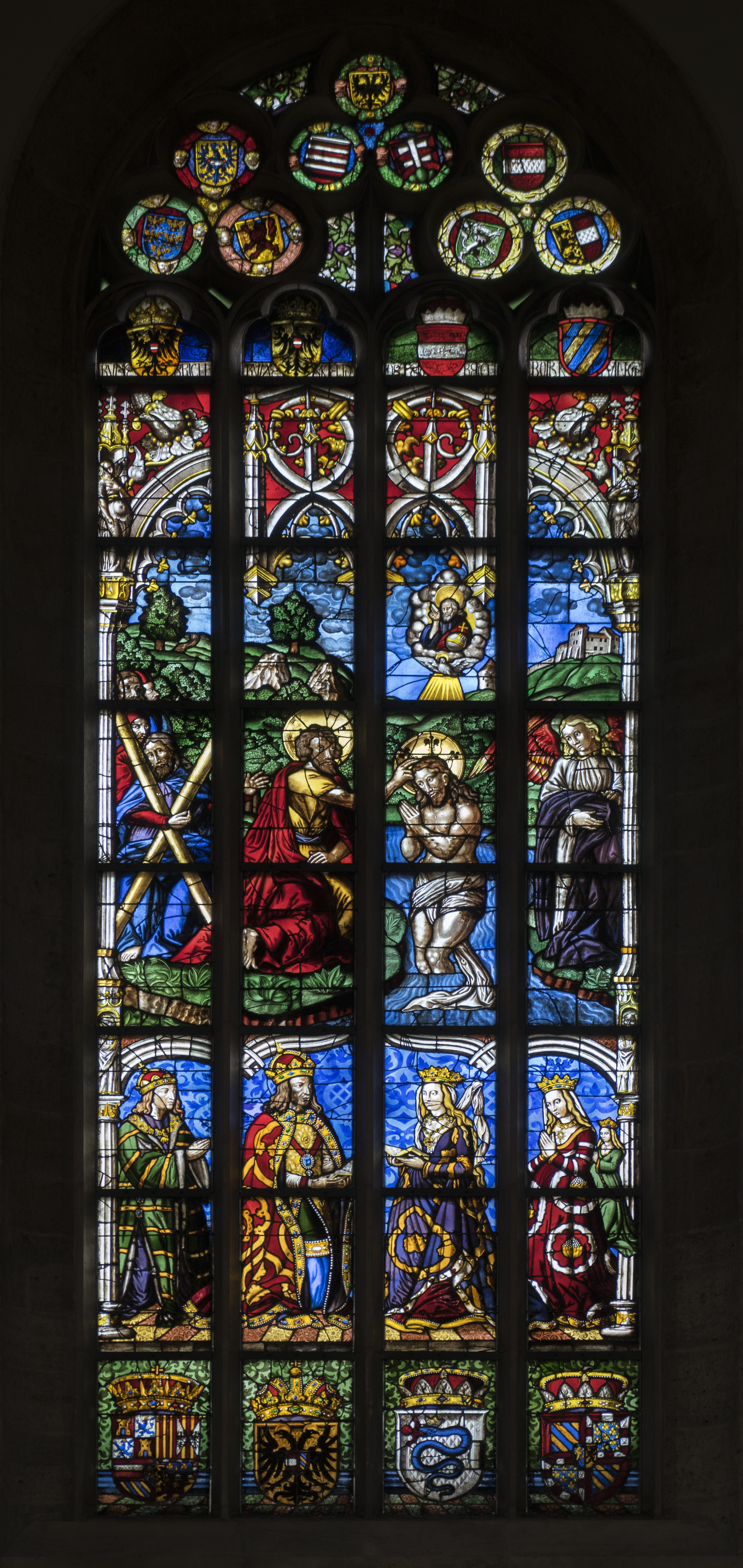
Das zentrale Fenster über dem Altar

Nur mehr Reste der ursprünglichen spätgotischen Glasfenster aus den Jahren 1478 und 1479 sind im oberen Maßwerk erhalten, sie wurden bei der Belagerung durch Matthias Corvinus in den Jahren 1485 bis 1487 zerstört. Die von einem niederländischen Maler 1492 erneuerten Fenster wurden allerdings zwei Jahre später bei einer Brandkatastrophe beschädigt. König Ferdinand I. ließ die Fenster 1558 erneuern, heutzutage sind nur mehr die Fenster der Ostseite erhalten, sie gelten als bedeutendes Kunstwerk des Manierismus.
Das mittlere Fenster ist 7,59 Meter hoch und 2,53 Meter breit. Der Mittelteil dieses Glasfensters zeigt unter der Darstellung der Taufe im Jordan von links nach rechts Philipp den Schönen, König von Kastilien (Sohn von Maximilian und Maria von Burgund), Kaiser Maximilian I., dessen zweite Gemahlin Bianca Maria Sforza von Mailand, neben ihr die erste Gemahlin Maria von Burgund und – etwas kleiner dargestellt – die Tochter Margarethe, Statthalterin in den Niederlanden. Der über König Philipp dargestellte Apostel Andreas – der Schutzpatron des Ordens vom Goldenen Vlies weist auf Habsburg und Burgund hin. Zu ihren Füßen sind das Wappen Spaniens, der kaiserliche Doppeladler sowie die Wappen der Sforza und Burgunds dargestellt.
Der Meister dieser Glasgemälde könnte vielleicht einer der drei Personen hinter dem Apostel Andreas sein.
Die beiden seitlichen Fenster sind 1,89 Meter breit und zeigen Darstellungen von Heiligen in jeweils 18 Feldern, die vermutlich einen Bezug zu den Reliquien des friderizianischen Reliquienschreines haben. Weibliche Heilige werden im Allgemeinen im rechten Fenster und männliche im linken Fenster dargestellt, allerdings finden sich im rechten Fenster in der zweiten Reihe von oben männliche Heilige. Die Verarbeitung der Glasscheiben und die Maltechnik, sowie die Schreibweise der Jahreszahl "1479" unter dem Eigentumszeichen A.E.I.O.U. im rechten Fenster oben – das Jahr der Übergabe der Kirche an den St.-Georgs-Ritterorden, weisen auf eine Herstellung im 16. Jahrhundert hin.

## Glocken
Das ursprüngliche Geläute aus vier Glocken war im Nordwestturm der Burg, dem Rakoczyturm, untergebracht, allerdings gingen sie in den Bränden von 1608 und 1616 verloren.
Auf Weisung von Erzherzog Maximilian III. wurden 1617 von Heinrich Reinhart in Innsbruck 4 neue Glocken gegossen, von denen die große H-Glocke (Gewicht 5040 kg) – sie trägt eine Darstellung der Kreuzigung und der Vierzehn Nothelfer – und die kleine H-Glocke (Gewicht 1680 kg) erhalten geblieben ist.
Das heutige Geläute besteht aus 3 Glocken in H-Moll: die große Glocke von 1617, die mittlere Glocke (D) "Georgsglocke" wurde im Jahr 1950 neu gegossen und die kleine Glocke (Fis), die eine Stiftung von Kaiser Franz Josef I. aus dem Jahr 1896 ist und ein Bild des Kaisers trägt.

## Die Wappenwand

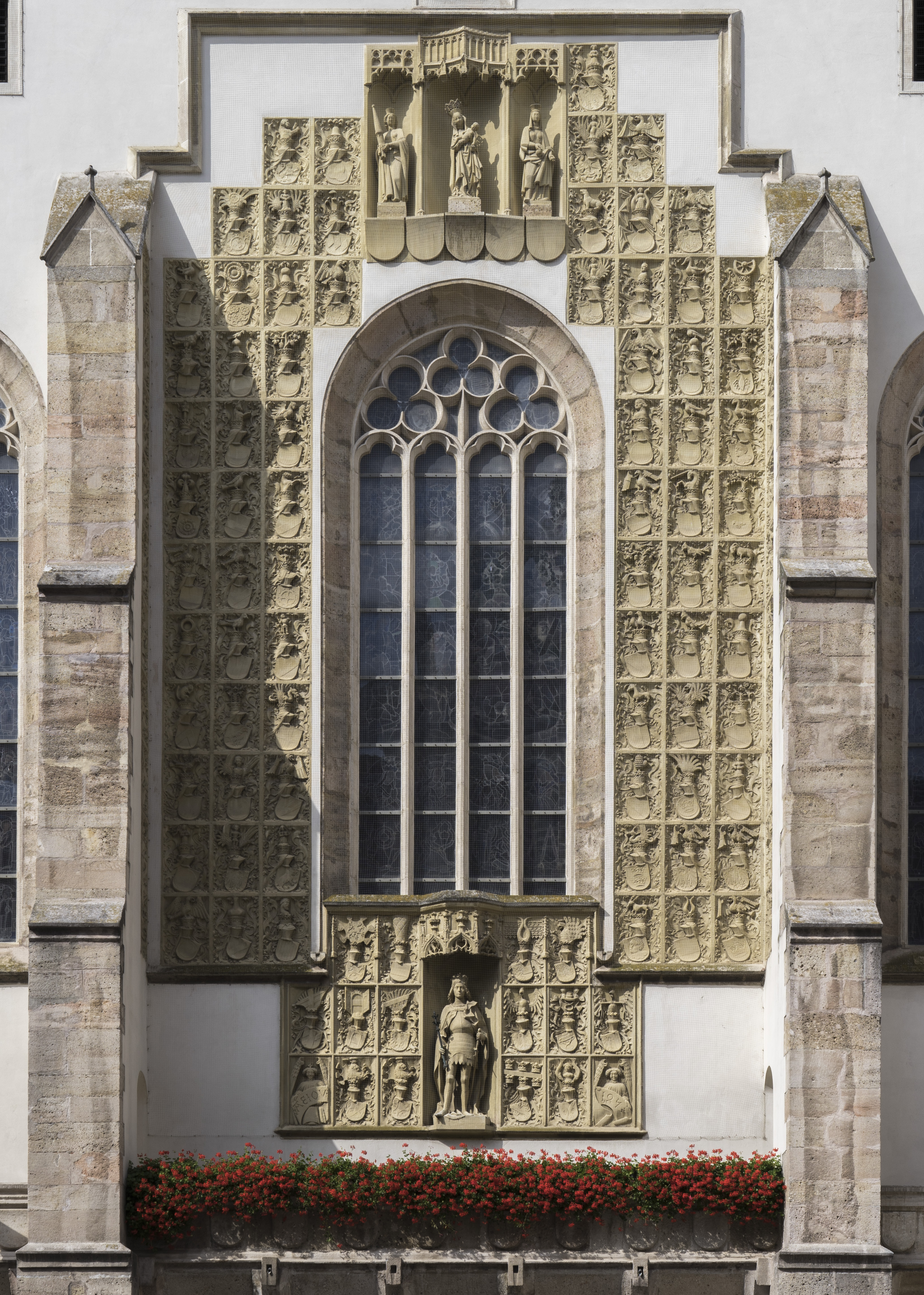
Wappenwand der St.-Georgs-Kathedrale

Auf die Absicht, die Georgskirche als Grablege zu verwenden, deutet die im Jahr 1453 an der hofseitigen Ostwand von Baumeister Peter von Pusica im Auftrag Friedrichs III. errichtete Wappenwand hin. Sie stellt eine phantastische Genealogie des Hauses Österreich dar, die vermutlich auf der „Österreichischen Chronik der 95 Herrschaften“ des Wiener Geistlichen Leopold Stainreuter, des Hofkaplans Albrechts III. basiert, die in den Jahren 1384 und 1385 entstand. Es handelt sich bei dieser Genealogie um die erste rein österreichische Darstellung und wurde höchstwahrscheinlich von Herzog Albrecht III. selbst redigiert. Nur 19 der 107 Wappen sind echte Wappen, die übrigen sind frei erfunden („Fabelwappen“).
In drei Feldern stellen die echten Wappen die habsburgischen Besitzungen zur Zeit Kaiser Friedrichs Ill. dar:
- Im Feld links oben, neben den drei weiblichen Heiligen befinden sich (von links nach rechts, von oben nach unten): Laufenburg, Säckingen, Raron, Pfannberg und Rapperswil.
- Im Feld links neben der Statue Friedrichs III. befinden sich: Die Wappen von Steiermark, Neuösterreich (rot-weiß-roter Bindenschild), Burgau, Portenau, Tirol, Kyburg und Habsburg.
- Im Feld rechts von der Statue Friedrichs III. befinden sich die Wappen von Altösterreich (fünf goldene Adler in Blau), Kärnten, Krain, Windische Mark, Oberösterreich, Elsass und Pfirt.

15 Wappen mussten beim Wiederaufbau neu angefertigt, zwei weitere restauriert werden. Nur noch die „Kirschenmadonna“ und die Gestalt des Kaisers, der als Erzherzog dargestellt ist, sind von den ursprünglichen Figuren der Wappenwand erhalten. Diese Plastiken sind jünger als die Wappenwand selbst und wurden um etwa 1470 möglicherweise von einem Wiener Neustädter Meister gefertigt.
Im oberen Teil der Wappenwand stehen in drei Nischen die Statuen von drei weiblichen Heiligen: links von ihr die hl. Barbara, in der Mitte die hl. Maria (Kopie der „Kirschenmadonna“) und rechts die hl. Katharina. Diese beiden äußeren Statuen wurden im Zuge des Wiederaufbaues neu hergestellt. 1938 wurde das Original der Kirschenmadonna durch eine Kopie ersetzt und entging so der Zerstörung. Das Original steht am rechten Seitenaltar der Kirche.
Koordinaten: 47° 48′ 36,1″ N, 16° 14′ 43,4″ O